# Guanyinsi, Jiangsu
Guanyinsi är en köpinghuvudort i Kina. Den ligger i provinsen Jiangsu, i den östra delen av landet, omkring 170 kilometer nordost om provinshuvudstaden Nanjing. Antalet invånare är 17 229. Befolkningen består av 8 864 kvinnor och 8 365 män. Barn under 15 år utgör 13,0 %, vuxna 15-64 år 64 %, och äldre över 65 år 21,0 %.
Runt Guanyinsi är det tätbefolkat, med 476 invånare per kvadratkilometer. Närmaste större samhälle är Daiyao, 17,9 km söder om Guanyinsi. Trakten runt Guanyinsi består till största delen av jordbruksmark.
Genomsnittlig årsnederbörd är 985 millimeter. Den regnigaste månaden är juli, med i genomsnitt 237 mm nederbörd, och den torraste är januari, med 21 mm nederbörd.